# Danny Williams (Musiker)

Nummer-eins-Erfolg mit Moon River auf HMV 932

Danny Williams (* 7. Januar 1942 in Port Elizabeth; † 6. Dezember 2005) war ein südafrikanischer Popsänger, der in den 1960er Jahren in Großbritannien Karriere machte. 

## Musikalische Laufbahn
Williams wuchs im südafrikanischen Port Elizabeth auf, wo er bereits mit sechs Jahren als Solosänger in einem Kirchenchor auftrat. Mit vierzehn gewann er einen Talentwettbewerb und tourte später mit der Musikshow Golden City Dixies zunächst durch Südafrika. 1959 trat er mit der Show in Europa auf, wo Norman Newell, Manager der britischen Schallplattenfirma His Master’s Voice (HMV) auf den jungen Tenor aufmerksam wurde. Newell, der die frühen Songs von Elvis Presley in Großbritannien veröffentlicht hatte, erhoffte sich vom Williams, ihn als einen neuen Johnny Mathis aufbauen zu können, und vermittelte ihm einen Plattenvertrag. Die erste Single mit dem 17-jährigen Danny Williams erschien bei HMV bereits im Mai 1959. Obwohl durch Fernsehauftritte, z. B. in der britischen TV-Musikshow Drumbeat gefördert, blieben Plattenerfolge zunächst aus, auch wenn HMV in regelmäßigen Abständen mit Williams Singles produzierte. Erst ab 1961 fanden Williams Songs beim britischen Publikum Anklang, mit dem Titel We Will Never Be as Young as This Again hatte er im Sommer 1961 seinen ersten Chart-Erfolg. 
Den endgültigen Durchbruch schaffte Williams mit dem Titelsong Moon River aus dem amerikanischen Film Frühstück bei Tiffany. Der Song war zunächst in den USA im September 1961 mit mäßigem Erfolg mit Henry Mancini (32.) und Jerry Butler (11.) veröffentlicht worden, ehe HMV im Oktober eine Version mit Danny Williams in Großbritannien auf den Markt brachte. Diese wurde zu Williams größtem Plattenerfolg, sie erreichte in den UK-Charts Platz eins und stand 19 Wochen lang in den Hitparaden. Bis 1963 hatte er vier weitere Chartnotierungen, darunter mit Wonderful World of the Young (8.) einen weiteren Top-10-Erfolg. Danach hatte er als Balladensänger gegen die aufkommende Beatära in Großbritannien keine Chance mehr. In den USA, wo etliche seiner Songs seit 1961 von United Artists bisher ohne Erfolg veröffentlicht worden waren, kam Williams 1964 mit den Titeln White on White (9.) und A Little Toy Balloon (84.) noch zu zwei Hits in den Billbord-Hot 100. 
His Master’s Voice hielt noch bis 1966 an Danny Williams fest, danach wurde der Plattenvertrag beendet. Es folgten einige Plattenproduktionen bei den Labels Deram und Ocean, denen sich zwischen 1973 und 1975 ein Engagement bei Philips anschloss. Nach zweijähriger Pause folgten noch drei Singles bei Ensign und Piccadilly. Im Sommer 1977 hatte Williams bei Ensign mit dem Titel Dancin' Easy noch einen späten Hiterfolg (30.). 1994 hatte er noch einmal einen öffentlichen Auftritt in einer Nat-King-Cole-Show. 

## Diskografie

### Alben
| Titel                              | Katalog-Nr. | Veröffentlichung |
| ---------------------------------- | ----------- | ---------------- |
| Swinging For You (& Nelson Riddle) | HMV 1471    | 1962             |
| Only Love                          | HMV 3523    | 1966             |
| Danny Williams                     | Deram 1017  | 1968             |
| Danny Williams                     | Contour 164 | 1972             |
| I’m A Song - Sing Me               | Philips 150 | 1973             |
| To Know You Is to Love You         | Philips 116 | 1975             |
| Anytime Anyplace Anywhere          | Philips 268 | 1977             |

### Singles
| A/B-Seite                                                       | Katalog-Nr.        | Veröffentlichung |
| --------------------------------------------------------------- | ------------------ | ---------------- |
|                                                                 | His Master’s Voice |                  |
| Tall a Tree / I Look at You                                     | 624                | Mai 1959         |
| So High, So Low / My Own True Love                              | 655                | September 1959   |
| Youthful Years / It Doesn’t Matter                              | 703                | Januar 1960      |
| A Million to One / Call Me a Dreamer                            | 803                | November 1960    |
| We Will Never Be as Young as This Again / Passing Breeze        | 839                | März 1961        |
| The Miracle of You / Lonely                                     | 885                | Mai 1961         |
| Moon River / A Weaver of Dreams                                 | 932                | Oktober 1961     |
| Jeannie / It Might as Well Be Spring                            | 968                | Januar 1962      |
| The Wonderful World of the Young / A Kind ff Loving             | 1002               | März 1962        |
| Tears / Tiara Tahiti                                            | 1035               | Juni 1962        |
| My Own True Love / Who Can Say?                                 | 1112               | Januar 1963      |
| More / Rhapsody                                                 | 1150               | April 1963       |
| The Wild Wind / Once Upon a Time                                | 1172               | Juni 1963        |
| A Day Without You / Secret Love                                 | 1203               | September 1963   |
| How Do You Keep From Crying? / Now the Day Is Over              | 1236               | Dezember 1963    |
| White on White / After You                                      | 1263               | März 1964        |
| Today / Lonely in a Crowd                                       | 1305               | Mai 1964         |
| The Seventh Dawn / The World Around Me                          | 1325               | Juli 1964        |
| Forget Her, Forget Her / Lollipops and Roses                    | 1372               | Dezember 1964    |
| The Roundabout Of Love / I Wanna Be Around                      | 1388               | Februar 1965     |
| Go Away / Masquerade                                            | 1410               | April 1965       |
| Lovely Is She / Gone and Forgotten                              | 1455               | August 1965      |
| And So We Meet Again / Violets for Your Furs                    | 1487               | Oktober 1965     |
| I’ve Got to Find That Girl Again / Throw a Little Lovin’ My Way | 1506               | Januar 1966      |
| Don’t Just Stand There / Now and Then                           | 1522               | April 1966       |
| Since You Set Me Free, Baby / I Really Don’t Know What Hit Me   | 1532               | Juni 1966        |
| Rain (Falling from the Skies) / I’m So Lost                     | 1560               | November 1966    |
|                                                                 | Deram              |                  |
| Never My Love / Whose Little Girl Are You                       | 149                | Oktober 1967     |
| Love Me / When You Were Mine                                    | 163                | November 1967    |
| Everybody Needs Somebody / They Will Never Understand           | 199                | Juli 1968        |
|                                                                 | Ocean              |                  |
| Fare Ye Well - Separate Ways / A Girl Like You                  | 1002               | 1970             |
|                                                                 | Philips            |                  |
| I Will Touch You / Words of Romance                             | 6006 287           | März 1973        |
| So Begins My Life / Where Is the Love                           | 336                | September 1973   |
| Hey Love / Life’s a Roundabout                                  | 377                | März 1974        |
| Every Night I Cry Myself to Sleep / Natali                      | 402                | Juli 1974        |
| Ebony Eyes / Believe in the Rain                                | 472                | August 1975      |
|                                                                 | Ensign             |                  |
| Dancin’ Easy / No More Cane                                     | 3                  | Juli 1977        |
| I Hate Hate / I Hate Hate (Disco Version)                       | 7                  | Oktober 1977     |
|                                                                 | Piccadilly         |                  |
| Daddy Write a Letter Soon / Give a Little Bit                   | 196                | September 1980   |

### Chartplatzierungen
| Jahr | Titel Album                               | Höchstplatzierung, Gesamtwochen, AuszeichnungChartplatzierungen (Jahr, Titel, Album, Platzierungen, Wochen, Auszeichnungen, Anmerkungen) | Höchstplatzierung, Gesamtwochen, AuszeichnungChartplatzierungen (Jahr, Titel, Album, Platzierungen, Wochen, Auszeichnungen, Anmerkungen) | Anmerkungen |
| Jahr | Titel Album                               | UK | US | Anmerkungen |
| ---- | ----------------------------------------- | --- | --- | ----------- |
| 1961 | We Will Never Be As Young As This Again – | UK44 (3 Wo.)UK | — |             |
| 1961 | The Miracle Of You –                      | UK41 (8 Wo.)UK | — |             |
| 1961 | Moon River –                              | UK1 (19 Wo.)UK | — |             |
| 1962 | Jeannie –                                 | UK14 (14 Wo.)UK | — |             |
| 1962 | Wonderful World Of The Young –            | UK8 (13 Wo.)UK | — |             |
| 1962 | Tears –                                   | UK22 (7 Wo.)UK | — |             |
| 1963 | My Own True Love –                        | UK45 (3 Wo.)UK | — |             |
| 1964 | White On White –                          | — | US9 (14 Wo.)US |             |
| 1964 | A Little Toy Balloon –                    | — | US84 (4 Wo.)US |             |
| 1977 | Dancin’ Easy –                            | UK30 (7 Wo.)UK | — |             |